# Maurice Gourbeil
Jules Maurice Gourbeil , né le 25 avril 1867 à Rochefort (Charente-Maritime) et mort le 26 avril 1948 dans le 16e arrondissement de Paris, est un administrateur colonial français qui fut successivement gouverneur du Sénégal, Gouverneur Général de la Cochinchine et Gouverneur de la Martinique. 

## Biographie
Fils d'un médecin militaire de la marine, Maurice Gourbeil participe à l'Exposition universelle de 1900 en tant que commissaire de la Guyane francaise, puis devient secrétaire de la Commission de la réforme de la justice indigène avant de devenir sous-chef de bureau au Ministère des Colonies. Il accède aux fonctions de gouverneur du  Sénégal de 1908 à 1909, où il succède à Joost van Vollenhoven. Il est remplacé à Dakar par Jean Peuvergne et prend ensuite, en remplacement de Louis Alphonse Bonhoure, le poste de Gouverneur Général de la Cochinchine de 1909 à 1916. Il devient en 1917 gouverneur de la Guadeloupe. Il est ultérieurement Gouverneur de la Martinique de 1920 à 1921.
Il a, pendant sa gouvernance en Guadeloupe, étudié sur les antiquités précolombiennes des Trois-Rivières qu'il a transmis au Touring club de France fin novembre 1917.